# Bahnhof Heimerdingen
Der Bahnhof Heimerdingen ist ein Bahnhof an der Strohgäubahn von Korntal nach Weissach. Er liegt am südlichen Ortsrand des Ortsteils Heimerdingen der Stadt Ditzingen am Streckenkilometer 16,3.

## Betrieb

### Personenverkehr
Heimerdingen ist seit 2018 Endpunkt des regelmäßigen Personenverkehrs auf der Strohgäubahn und wird in den Hauptverkehrszeiten Werktags halbstündlich, Sonntags stündlich mit Triebwagen der Württembergischen Eisenbahngesellschaft bedient (RB 47).

### Güterverkehr
Wie an allen Stationen der Strohgäubahn wurden in Heimerdingen früher landwirtschaftliche Produkte verladen. Die Verladung von Zuckerrüben in Heimerdingen wurde wohl Ende der 1970er Jahre eingestellt. 2017 wurden die Reste der ehemaligen Bodenwaage der Südzucker AG am Bahnhof beseitigt. Heute findet auf der Strecke kein Güterverkehr mehr statt.

## Empfangsgebäude
Das 1905/06 errichtete Empfangsgebäude in der Feuerbacher Straße 36, das 1983 von Grund auf saniert wurde, ist als Kulturdenkmal gemäß § 2 DSchG BW ausgewiesen. Der zweistöckige Bau besteht aus einem steinsichtigen Erdgeschoss aus Buckelquadern mit Eckquaderung und segmentbogigen Fenstern mit Sandsteingewänden sowie einem einfacher gestalteten verputzten Fachwerkobergeschoss unter Krüppelwalmdach. Die Fassade wird an der Südseite (Bahnsteigseite) durch einen risalitartigen Vorbau mit Krüppelwalm zusätzlich gegliedert. Nach Westen ist ein früherer Güterschuppen angebaut.